# الدمنة (حبيل جبر)

تعديل مصدري - تعديل

الدمنة هي إحدى قرى عزلة حبيل جبر بمديرية حبيل جبر التابعة لمحافظة لحج، بلغ تعداد سكانها 117 نسمة حسب تعداد اليمن لعام 2004.